# Дальнобойщики (серия игр)
«Дальнобойщики» — серия компьютерных игр, разработанных новосибирской компанией SoftLab-NSK. Игры представлены в жанре автомобильного симулятора, посвященного грузовым перевозкам; игроку необходимо взять на себя роль водителя-дальнобойщика. В различное время игры серии издавались в России и на территории стран СНГ компаниями «1С» и «Бука». Изначально издателем в США выступила компания ValuSoft. Все игры «Дальнобойщики» были выпущены только на одной платформе — персональном компьютере.
Серия «Дальнобойщики» нередко входила в списки лучших игр о грузовых автомобилях, оказала большое влияние на свой жанр и, кроме того, поспособствовала созданию нескольких других игровых серий.

## Игры серии
- 1999 — «Дальнобойщики: Путь к победе» (англоязычное название: Hard Truck: Road to Victory) (разработчик: SoftLab-NSK)
- 2001 — «Дальнобойщики 2» (Hard Truck 2) (разработчик: SoftLab-NSK)
  - 2002 — «Дальнобойщики 2. Издание второе, дополненное» (Hard Truck 2: King of the Road) (разработчик: SoftLab-NSK)
- 2006 — «Дальнобойщики: Транспортная компания» (Freight Tycoon Inс) (разработчик: Nikita)
- 2009 — «Дальнобойщики 3: Покорение Америки» (Rig 'n' Roll) (разработчик: SoftLab-NSK)
  - 2010 — «Дальнобойщики 3: Большие гонки» (Rig'n'Roll Monster Cup) (разработчик: SoftLab-NSK)

## История разработки

Приморск — одна из локаций, по которой можно ездить в самой первой части игры.

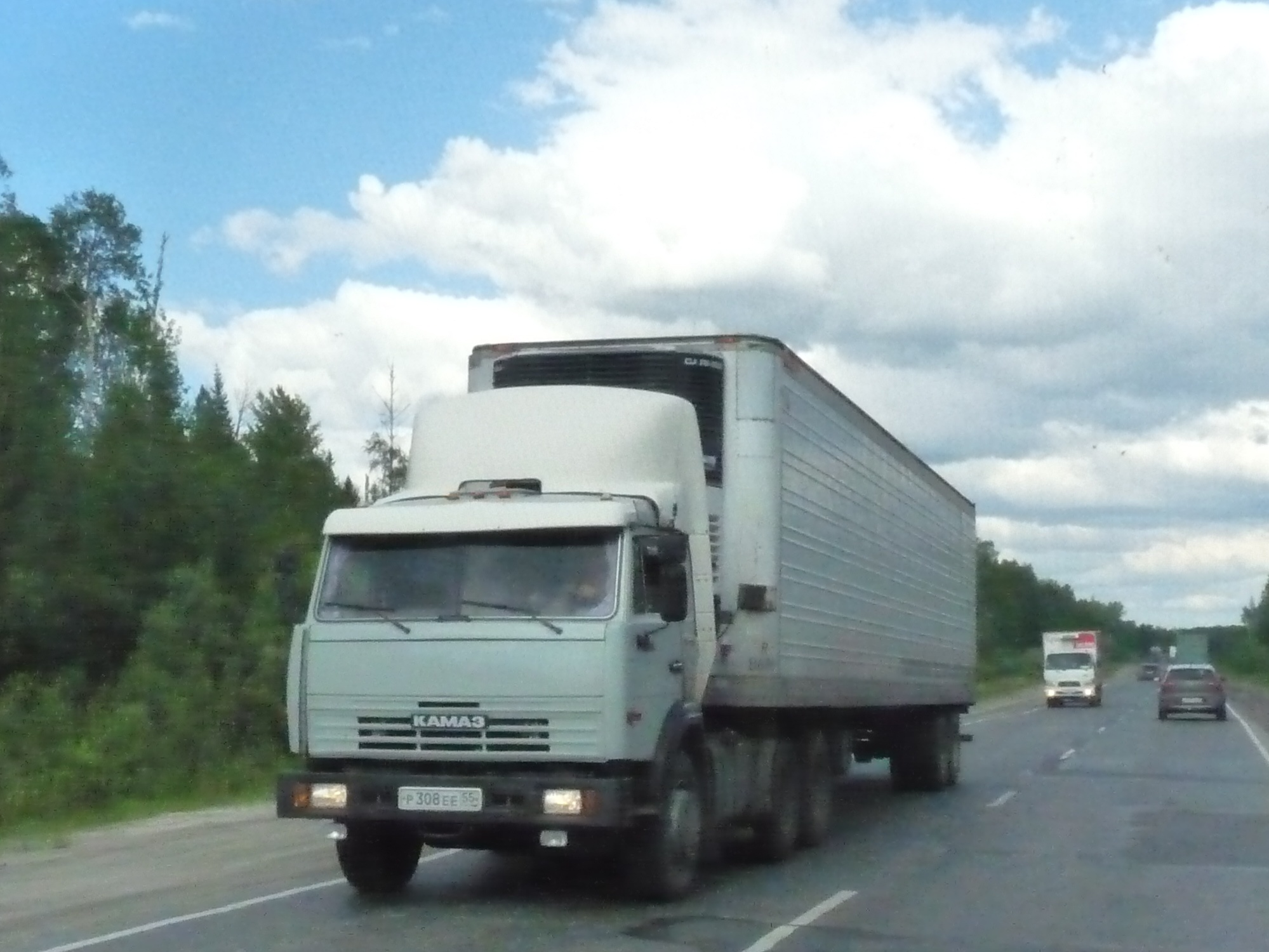
КамАЗ-54115 стал одной из машин, доступных игроку в «Дальнобойщиках 2».

«Дальнобойщики: Путь к победе», выпущенная «1С» в 1998 году, стала первой игрой в серии. Разработчиком выступила новосибирская компания SoftLab-NSK при поддержке «Буки» (в ряде источников «Бука» указана как со-разработчик, в других — как со-издатель вместе с «1С»).
В первой части изначально игрок обладает грузовым автомобилем марки «ЗИЛ» и стартовым капиталом размером в 30000$. Число соперников варьируется от 0 до 7, каждый из них имеет собственный автомобиль. В игре присутствует два уровня сложности: «Аркадный» и «Симулятор». Игроку необходимо соревноваться с виртуальными противниками, доставляя грузы в различные города России.
«Дальнобойщики 2» — вторая часть серии, разработанная и выпущенная теми же компаниями. Релиз в России состоялся в 2001 году. Авторами были добавлены элементы экономики, увеличен автопарк. Кроме того, разработчики заменили линейный игровой процесс на открытый мир: так, игрок может свободно ездить по городам России, доставляя грузы. В игре присутствует милиция и мафия — дорожные преступники, целью которых является ограбить грузовик игрока. 
Помимо этого, позже выпущена обновленная двухдисковая версия игры, названная «Дальнобойщики 2. Издание второе, дополненное» (зарубежное название: Hard Truck 2: King of the Road, а также просто King of the Road). В этой версии были исправлены и улучшены некоторые нюансы оригинала, в частности, создана новая система дозаправки в режиме симуляции, изменены цены на топливо, обновлено меню ремонта, улучшена графика и физика вождения, а также поправлены некоторые программные недоработки. Российское издание, распространяемое «1С», комплектовалось отдельным компакт-диском в формате Audio-CD с саундреком игры, записанным для неё группой «Ария», и прочими дополнительными материалами: видеороликами, не вошедшими в игру, обоями для рабочего стола, скринсейверами.
Обе части были изданы в США компанией ValuSoft. Игра получила полную локализацию на английский язык, а названия были заменены, соответственно, на Hard Truck: Road to Victory и Hard Truck 2. 
В дальнейшем это вылилось в отдельную серию игр Hard Truck, продолженную уже другой компанией, в виде игры Hard Truck: 18 Wheels of Steel (2002), из которой, в свою очередь, вышла серия 18 Wheels of Steel.
«Дальнобойщики: Транспортная компания» — экономическая стратегия в реальном времени, в которой игрок — управляющий компанией по грузоперевозкам. Разработкой занималась компания Nikita. Выпущена в 2006 году в России издателями «1С» и «Букой» совместно. В США игра была издана ValuSoft, в Евросоюзе — Cenega Publishing, позже — Fulqrum Publishing. Англоязычные версии игры были локализованы как Freight Tycoon Inc. Годом ранее, в 2005 году, ValuSoft издала схожую игру — Hard Truck Tycoon (в России тоже издана «Букой»).
«Дальнобойщики 3: Покорение Америки» стала третьей полновесной игрой в серии, вновь разработанной SoftLab-NSK. Релиз состоялся в 2009 году. В России игра была издана «1С», в то время как издателем в США выступила THQ (материнская компания ValuSoft, издававшей предыдущие игры серии), где она вышла как Rig 'n' Roll. 
Действие игры происходит в Калифорнии. В игре реализована концепция открытого мира: смоделировано 20 000 км реальных дорог в масштабе 1:10. Присутствуют такие города как Сан-Франциско и Лос-Анджелес. Впервые в серии присутствует прописанная сценаристами сюжетная линия: главный протагонист — русский водитель, прибывший в США в погоне за «американской мечтой». Появились кат-сцены, при помощи которых происходит развитие сюжета.
За ней последовало самостоятельное дополнение — «Дальнобойщики 3: Большие гонки» (Rig'n'Roll Monster Cup), выпущенное в 2010 году теми же разработчиком и издателем.
Было известно о нахождении в разработке ещё одного дополнения для «Дальнобойщики 3» — «Лас-Вегас», однако его выпуск был отменён.
Помимо этого, «Дальнобойщики 3» с аддоном «Большие гонки» дважды входила в локально изданные коробочные сборники — «Золотые издания»: изданный польской компанией Cenega для Польши, с текстовой локализацией на польском языке, и изданный в Евросоюзе компанией Black Lime Games (в состав вошла также часть «Транспортная компания») на английском языке.
В 2019 году вышло обновлённое издание «Дальнобойщики 2» (Hard Truck 2: King of the Road для англоязычных игроков), выпущенное в GOG издательством Fulqrum Publishing. Изначально игра базировалась на версии 7.4, однако потом её обновили до 8.1 — аналогичной «Издание второе, дополненное». Была добавлена официальная поддержка операционных систем Windows 7, Windows 8.1 и Windows 10, облачные сохранения и оверлей. Подобно другим играм сервиса, игра распространяется без системы защиты от копирования (DRM).

## Рецензии и оценки
Первая игра серии «Дальнобойщики: Путь к победе», выпущенная в 1998 году, получила достаточно положительные оценки. Один из самых крупных, на то время, российских журналов Game.EXE, оценил «Путь к победе» на 84% из 100%. Другое популярное издание, «Страна игр», в своей рецензии, опубликованной в том же 1998 году, присудила игре оценку 8 из 10. Газета «Компьютер и мы» оценила игру в  4 из 5. 
«Дальнобойщики 2» также была достаточно хорошо оценена игровой прессой. Крупнейшее игровое издание Absolute Games оценило игру в 85% из 100%. Обозреватель отметил, что разработчики учли ошибки первой игры и смогли «сделать её не только аналогом Elite, но и превзойти Motor City и Carmageddon в плане открытого мира и игровой свободы». Автор обзора отметил положительно реализацию погоды и смены времени суток. В качестве недостатков он выделил невысокий уровень ИИ и недостаточно хорошую оптимизацию. Упомянутый журнал Game.EXE оценил игру на 4 из 5. Обозреватель отметил открытый мир «Дальнобойщиков» в качестве серьёзного плюса игры, саундтрек к игре и саму концепцию (в том числе такой элемент игры, как «хрупкость груза», который был заимствован из самой первой игры). При этом он остался неудовлетворённым ИИ других водителей и отсутствием сюжетной линии.
«Игромания» поставила игре 8 из 10. Журналистка Екатерина Кармова отметила свободу действий для игрока, выделила преимущества в виде «побочных квестов» (контейнеры, перевозка топлива и прицепы с товарами), вполне высокий, по её мнению, ИИ, и некоторые «навороченные» скрипты. Из недостатков она отметила «скудноватые и однообразные» пейзажи. Неизменно критике подвергались и многочисленные баги, допущенные разработчиками. 
Свою положительную рецензию выпускало и автомобильное издание «Авторевю».
Впоследствии обе игры стали считаться культовыми среди игроков. Журнал «Игромания» также отмечал её в своем списке «лучших игр 2001 года». См. также раздел «Влияние» ниже.
Отдельная часть, «Дальнобойщики: Транспортная компания», созданная компанией Nikita, получила среднюю оценку в 4 из 10 согласно агрегатору GameRankings. Российский сайт AG.ru поставил игре 45% из 100%. «По скриншотам видно, что творение Nikita относится к тем тайкунам, которые предпочитают отгораживаться от пытливого игрока многочисленными меню. Через часок картина проясняется: суть происходящего крайне незатейлива, и уйма времени уходит на муторное разглядывание мелких пиктограмм, а не на организацию перевозок. Различные детали, показатели и индикаторы, может, и были бы востребованы, да уж больно все убого. Система заработка нестандартна, однако это лишь вредит игре. Купленные грузовики обслуживают отдельные контракты на 1-8 рейсов вместо привычных маршрутов. У любого промышленного объекта на карте есть свой набор заданий, из коего мы и выбираем себе занятие: привезти-увезти. Схема взята напрямую из «Дальнобойщиков», но как же скучно, когда нельзя управлять тягачом!» — пишет обозреватель ресурса. 
При этом «Страна игр» оценила её куда более высоко — на 7.5 из 10, отметив в качестве сильных сторон «интересную модель работы компании по перевозке грузов, нарядную графика, подробное меню», и в качестве минусов — «условный мир, больше похожий на абстракцию».
«Дальнобойщики 3: Покорение Америки» (Rig 'n' Roll), последняя основная игра серии, разработанная вновь SoftLab-NSK, получила очень неоднозначные оценки. С одной стороны, многие рецензенты отметили долгожданный выпуск игры, находившийся в разработке несколько лет, с другой — недостатки, которые присутствуют в ней. Так, издание Absolute Games, поставившее игре 57% из 100% с припиской  «Средненько», решило сравнить «Дальнобойщики» с серией игр «18 стальных колес» компании SCS Software, которая развивалась параллельно разработке «Дальнобойщики 3»: «представьте себе тихую затерянную гавань. Спокойствие, умиротворенность, отрешенность от внешнего мира. А что если мы отплывем на пару миль и заглянем за мыс, надежно ограждающий бухту? Там волны, качка, суденышко того и гляди ляжет набок... Но соленый ветер надувает парус, обещая увлекательное приключение. Уютная гавань — это игры от SCS Software. Вернее, одна игра, выдержавшая уже девять «переизданий». Скучная, пресная, зато не пугающая жуткими провалами. Наконец-то вышедшие «Дальнобойщики 3» — бурлящее море, терзаемое ураганом, полная противоположность чешским «траксимам». Просто подметьте, читая статью, сколько раз промежуточные оценки будут меняться от «очень хорошо» до «ужасно», качаясь, словно в шторм». Далее автор критикует недостатки, которые появляются в игре «на старте»: постоянно «подвисающее» меню, «размазанные текстуры, сжирающий fps трафик, топорную анимация персонажей». Со временем, по словам обозревателя, «игра перестает раздражать и затягивает, погружая в атмосферу настоящего road movie. На пассажирское кресло претендуют десятки попутчиков, каждый со своим «досье»; коммуникатор терзают предложения разовых контрактов, а сюжет обеспечивает обязательные погони, расследования, встречи с бандитами и полицией. Диалоги написаны с юмором (к сожалению, в паре мест провисающим до задорновского «Ну тупы-ы-ые!») и украшены разнообразными аллюзиями. Пять радиостанций не ограничиваются музыкой, перемежая песни рекламой и новостями — от забавных до полезных, подсказывающих новые квесты...».
Обозреватель «Игромании» так описывает игровой процесс: «... так дни и проходят. Возим грузы, участвуем в гонках, спим в мотелях. Регулярно сталкиваемся с полицией. Периодически заправляемся — чтобы не заглохнуть посреди дороги с пустым баком. Конечно, ржаветь под дождями мы не останемся — в любой момент можно вызвать аварийную службу, которая эвакуирует (если машина перевернулась), подзаправит и отремонтирует. Вот только и возьмут за это втридорога. Выгодней чиниться в СТО. Там же можно проапгрейдить тягач, поставить двигатель помощней, новые колеса, дополнительные зеркала, круиз-контроль, нитро. Сразу нацепить все самое мощное не получится — ассортимент деталей для тюнинга постепенно пополняется во время игры. Когда просто колесить по штату надоест, можно заняться обустройством собственной фирмы». Автор отмечает неоднозначный, неровный уровень графики: «графика (...) контрастная. Такое чувство, что SoftLab-NSK в какой-то момент намеренно решили обезобразить людей — чтобы на их фоне смотрелось лучше все остальное. Поэтому проработка двуногих здесь на уровне дешевых пластиковых игрушек — корявые, угловатые, двигаются дергано, будто батарейки сели. Зато пыльные городки с яркими вывесками, высоченные небоскребы, хайвеи — все это буквально пропитано атмосферой дорожной Америки. Когда рассекаешь политое дождем шоссе, любуешься на высохшие деревья, подернутые облаками горы, когда на твоих глазах начинается красивейший закат — начинаешь понимать, на что ушли эти долгие семь лет». В конечном итоге, рецензент ставит игре оценку 7,5 из 10.
Средняя оценка «Дальнобойщики 3: Покорение Америки» на агрегаторе оценок Metacritic, где она представлена под своим англоязычным названием Rig 'n' Roll, составляет 61% из 100%.

## Влияние
Серия игр «Дальнобойщики» оказала заметнейшее влияние на жанр симулятора грузовых автомобилей, и, в частности, игр, посвященных пребыванию игрока в роли водителя-дальнобойщика. Обе «классические» части признаны культовыми играми в сообществе геймеров. Этот статус также признавался крупными игровыми изданиями и был отмечен в книгах об игровой индустрии.
Что, в свою очередь, привело к расширению игровых серий, посвященных грузовым автомобилям. Появились серии Hard Truck (с 1999) и 18 Wheels of Steel (с 2002). Их развитию способствовала игра Hard Truck: 18 Wheels of Steel (2002), вдохновлённая классическими «Дальнобойщики 2», известной в странах запада под названием Hard Truck 2.
«Дальнобойщики» (обе части) были признаны одними из лучших компьютерных игр, разработанных в России.
Помимо этого, игры серии продолжают переиздаваться: «Дальнобойщики 2» была перевыпущена в 2019 году в GOG. Помимо ряда улучшений, она была адаптирована к современным ОС.

## Игровой движок
Во всех частях «Дальнобойщики», разработанных SoftLab-NSK, компания использовала собственный игровой движок, названный Virtual World Inventor.